# ده گه شامنصوری
ده‌گه شامنصوری روستایی در شهرستان کوهرنگ، بخش بازفت، استان چهارمحال و بختیاری است.